# Vicente Pérez (motociclista)
Vicente Pérez Selfa (Valencia, 21 ottobre 1997) è un pilota motociclistico spagnolo, campione italiano della classe Moto3 nel 2023.

## Carriera

### Gli inizi
Pérez fa il suo esordio nel motomondiale in occasione del Gran Premio di Valencia nella classe Moto3 del 2016. Partecipa in qualità di pilota sostitutivo con una Peugeot del team MC Saxoprint chiudendo la gara al ventitreesimo posto. Nel 2017 disputa due gare, in qualità di pilota wild-card con il team Reale Avintia Academy, ritirandosi in entrambe. Nella stessa stagione e con lo stesso team, chiude al quarto posto nella classe Moto3 del Campeonato de España de Velocidad. Nel 2018, dopo aver iniziato la stagione nel campionato spagnolo, a partire dal Gran Premio di Germania sostituisce Livio Loi nel team Avintia nel mondiale Moto3. Ottiene come miglior risultato il sesto posto al Gran Premio di Thailandia e chiude il campionato al ventisettesimo posto.

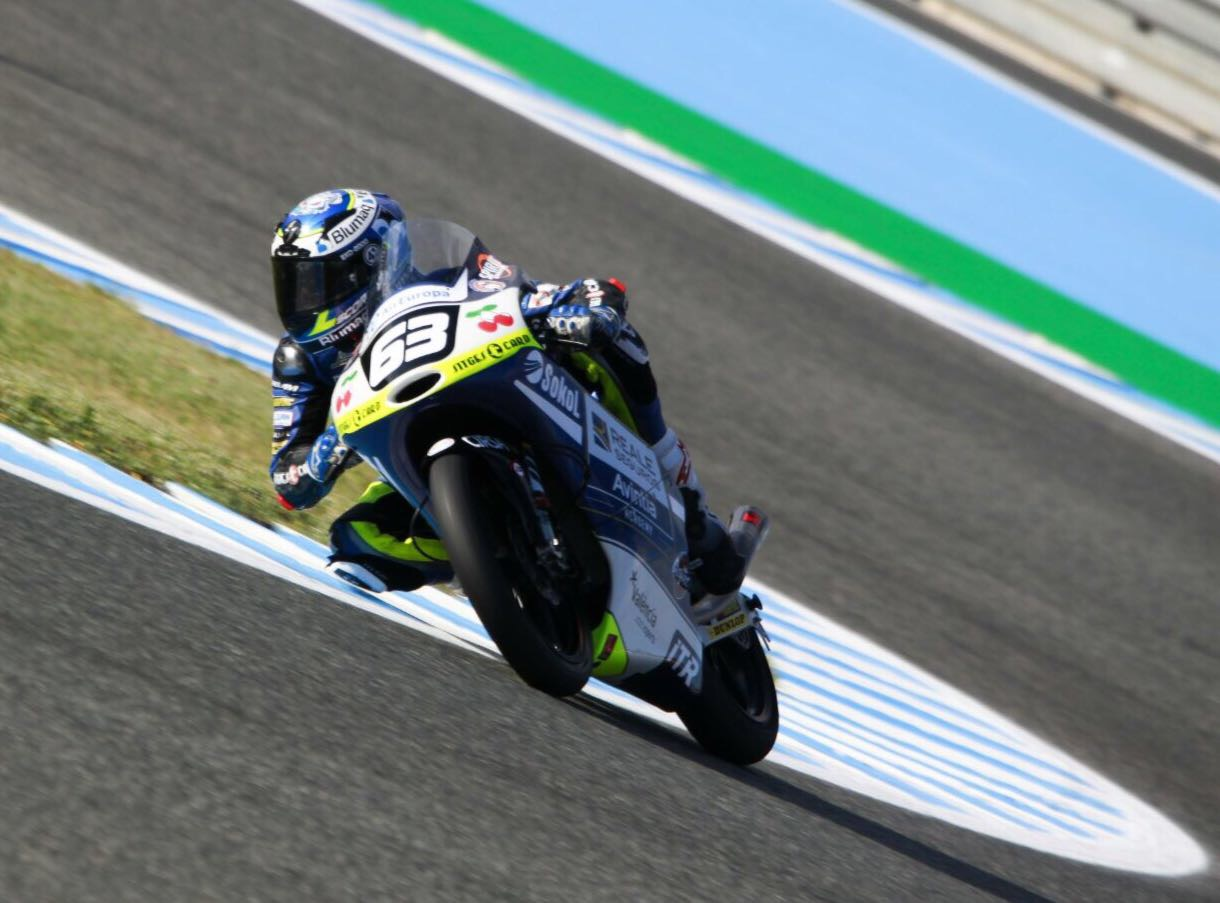
Pérez in pista durante il CEV Moto3 del 2017.

Nel 2019 fa il percorso inverso a quello della stagione precedente: inizia nel mondiale, dove non ottiene punti, e termina nel campionato spagnolo dove raccoglie venticinque punti classificandosi diciannovesimo.

### Campionato Italiano
Nel 2020 è pilota titolare nella classe Moto3 del Campionato Italiano Velocità, in sella ad una TM Racing ottiene due vittorie e quattro secondi posti chiudendo la classifica al terzo posto. Oltre al CIV disputa l'evento finale a Valencia del campionato spagnolo Moto3, disputatosi su tre prove, raccogliendo qualche punto. Nel 2021 passa a gareggiare con le motociclette derivate dalla serie: è pilota titolare con il team Machado Came nel Campionato mondiale Supersport 300. Ottiene nove punti in occasione del Gran Premio di Misano e chiude la stagione al trentatreesimo posto. Nel 2022 torna nel campionato italiano, dapprima con il team XRacing Phantom successivamente con We race-SM Pos Corse. Ottiene due vittorie e si classifica al sesto posto. Nella stessa stagione è chiamato a sostituire l'infortunato Alberto Surra con la Honda NSF250R del Team Snipers al Gran Premio di Thailandia. Chiude la gara al diciannovesimo posto.
Nel 2023 si accorda col team GP Project per gareggiare, come pilota titolare, nel campionato italiano Moto3 in sella alla 2WheelsPoliTo 2WP023M3. Grazie a nove vittorie nelle prime dieci gare, vince il campionato in anticipo sulla fine dello stesso. Per la motocicletta sviluppata dal Politecnico di Torino si tratta del primo titolo italiano (precedentemente aveva conquistato due edizioni della PreMoto3). Con questa affermazione Pérez diventa il primo spagnolo a vincere una delle classi del campionato italiano. Nella stessa stagione sostituisce l'infortunato David Muñoz al Gran Premio del Mugello nel motomondiale chiudendo la gara con un ritiro. Disputa gli ultimi cinque Gran Premi stagionali, sempre con BOE Motorsport, in sostituzione di Ana Carrasco; raccoglie sedici punti che gli consentono di classificarsi ventiseiesimo.

### Moto3
Nella stagione 2024, viene chiamato da Red Bull KTM Ajo in sostituzione di Xabi Zurutuza, non ancora maggiorenne, nei primi due Gran Premi stagionali. Dopo un ritiro in Qatar, termina in tredicesima posizione il Gran Premio del Portogallo conquistando tre punti. Prende parte anche al Gran Premio di Spagna in sostituzione di José Antonio Rueda, operato d'urgenza di appendicite, terminando sedicesimo. Viene successivamente ingaggiato per cinque Gran Premi da MLav Racing, dove non raccoglie nessun piazzamento a punti. Chiude la sua stagione con sei gare disputate chiudendo in ventiquattresima posizione.

## Risultati in gara

### Motomondiale
| 2016 | Classe | Moto    |  |  |  |  |  |  |  |  |  |  |  |  |  |  |  |  |  |    |  |  |  |  | Punti | Pos. |
| ---- | ------ | ------- |  |  |  |  |  |  |  |  |  |  |  |  |  |  |  |  |  | -- |  |  |  |  | ----- | ---- |
| 2016 | Moto3  | Peugeot |  |  |  |  |  |  |  |  |  |  |  |  |  |  |  |  |  | 23 |  |  |  |  | 0     |      |

| 2017 | Classe | Moto |  |  |  |     |  |  |     |  |  |  |  |  |  |  |  |  |  |  |  |  |  |  | Punti | Pos. |
| ---- | ------ | ---- |  |  |  | --- |  |  | --- |  |  |  |  |  |  |  |  |  |  |  |  |  |  |  | ----- | ---- |
| 2017 | Moto3  | KTM  |  |  |  | Rit |  |  | Rit |  |  |  |  |  |  |  |  |  |  |  |  |  |  |  | 0     |      |

| 2018 | Classe | Moto |  |  |  |  |  |  |  |  |     |    |    |    |    |    |   |     |    |    |     |  |  |  | Punti | Pos. |
| ---- | ------ | ---- |  |  |  |  |  |  |  |  | --- | -- | -- | -- | -- | -- | - | --- | -- | -- | --- |  |  |  | ----- | ---- |
| 2018 | Moto3  | KTM  |  |  |  |  |  |  |  |  | Rit | 21 | 25 | AN | 14 | 15 | 6 | Rit | 20 | 13 | Rit |  |  |  | 16    | 27º  |

| 2019 | Classe | Moto |    |     |    |    |     |    |    |  |  |  |  |  |  |  |  |  |  |  |  |  |  |  | Punti | Pos. |
| ---- | ------ | ---- | -- | --- | -- | -- | --- | -- | -- |  |  |  |  |  |  |  |  |  |  |  |  |  |  |  | ----- | ---- |
| 2019 | Moto3  | KTM  | 17 | Rit | 17 | 20 | Rit | 19 | 18 |  |  |  |  |  |  |  |  |  |  |  |  |  |  |  | 0     |      |

| 2022 | Classe | Moto  |  |  |  |  |  |  |  |  |  |  |  |  |  |  |  |  |    |  |  |  |  |  | Punti | Pos. |
| ---- | ------ | ----- |  |  |  |  |  |  |  |  |  |  |  |  |  |  |  |  | -- |  |  |  |  |  | ----- | ---- |
| 2022 | Moto3  | Honda |  |  |  |  |  |  |  |  |  |  |  |  |  |  |  |  | 19 |  |  |  |  |  | 0     |      |

| 2023 | Classe | Moto |  |  |  |  |  |     |  |  |  |  |  |  |  |  |  |     |    |    |   |     |  |  | Punti | Pos. |
| ---- | ------ | ---- |  |  |  |  |  | --- |  |  |  |  |  |  |  |  |  | --- | -- | -- | - | --- |  |  | ----- | ---- |
| 2023 | Moto3  | KTM  |  |  |  |  |  | Rit |  |  |  |  |  |  |  |  |  | Rit | 18 | 12 | 5 | Rit |  |  | 15    | 26º  |

| 2024 | Classe | Moto        |     |    |  |    |  |  |  |  |  |     |    |    |     |    |  |  |  |  |  |  |  |  | Punti | Pos. |
| ---- | ------ | ----------- | --- | -- |  | -- |  |  |  |  |  | --- | -- | -- | --- | -- |  |  |  |  |  |  |  |  | ----- | ---- |
| 2024 | Moto3  | KTM e Honda | Rit | 13 |  | 16 |  |  |  |  |  | Rit | 23 | NP | Rit | NP |  |  |  |  |  |  |  |  | 3     | 24º  |

| 2025 | Classe | Moto        |  |  |  |  |    |    |   |    |     |  |    |  |     |  |  |  |  |  |  |  |  |  | Punti | Pos. |
| ---- | ------ | ----------- |  |  |  |  | -- | -- | - | -- | --- |  | -- |  | --- |  |  |  |  |  |  |  |  |  | ----- | ---- |
| 2025 | Moto3  | KTM e Honda |  |  |  |  | 18 | 16 | 9 | 22 | Rit |  | NP |  | Rit |  |  |  |  |  |  |  |  |  | 7     |      |

| Legenda | 1º posto        | 2º posto            | 3º posto            | A punti      | Senza punti        | Grassetto – Pole position Corsivo – Giro più veloce |
| Legenda | Gara non valida | Non qual./Non part. | Ritirato/Non class. | Squalificato | '-' Dato non disp. | Grassetto – Pole position Corsivo – Giro più veloce |

### Campionato mondiale Supersport 300
| 2021 | Moto   |    |     |   |     |     |     |     |     |     |     |     |     |     |    |    |     | Punti | Pos. |
| ---- | ------ | -- | --- | - | --- | --- | --- | --- | --- | --- | --- | --- | --- | --- | -- | -- | --- | ----- | ---- |
| 2021 | Yamaha | 21 | Rit | 7 | Rit | Rit | Rit | Rit | Rit | Rit | Rit | Inf | Inf | Inf | NP | NP | Inf | 9     | 33º  |

| Legenda | 1º posto        | 2º posto            | 3º posto           | A punti      | Senza punti        | Grassetto – Pole position Corsivo – Giro più veloce |
| Legenda | Gara non valida | Non qual./Non part. | Ritirato/Non class | Squalificato | '-' Dato non disp. | Grassetto – Pole position Corsivo – Giro più veloce |